# Kamennogorsk
Kamennogorsk (russisch Каменного́рск, finnisch Antrea) ist eine Kleinstadt in der nordwestrussischen Oblast Leningrad. Sie hat 7009 Einwohner (Stand 1. Januar 2024).

## Geografie
Die Stadt liegt auf der Karelischen Landenge etwa 170 km nordwestlich der Oblasthauptstadt Sankt Petersburg am linken Ufer der in den Ladogasee mündenden Wuoksa (Vuoksi).
Kamennogorsk gehört zum Rajon Wyborg.

## Geschichte
Bereits im 14. bis 16. Jahrhundert existierte an Stelle der heutigen Stadt ein Verwaltungszentrum für die karelischen Ansiedlungen am Oberlauf der Wuoksa. Nach der im 17. Jahrhundert errichteten lutherischen Kirche erhielt der Ort den schwedischen Namen Sankt Andrea, davon abgeleitet die finnische Form Antrea.
Während der Zugehörigkeit des Ortes zusammen mit dem Großfürstentum Finnland zum Russischen Reich ab 1809 wurden diese Namensformen beibehalten, offiziell war die schwedische.
Mit der finnischen Unabhängigkeitserklärung 1917 kam der Ort zur Provinz Wiborg der Republik Finnland, nun unter dem ab 1918 offiziellen finnischen Namen Antrea. Im Ergebnis des Winterkrieges gelangte der Ort 1940 mit dem Großteil Westkareliens bzw. der Karelischen Landenge in den Besitz der Sowjetunion und erhielt das sowjetische Stadtrecht.
Im Zweiten Weltkrieg („Fortsetzungskrieg“) wurde Antrea am 14. August 1941 erneut von finnischen Truppen eingenommen und am 24. September 1944 nach dem Waffenstillstand wieder von Truppen der Leningrader Front der Roten Armee besetzt.
1948 wurden die Umbenennung in Granitny oder Perwomaisk erwogen, bis schließlich am 1. Oktober 1948 der Name Kamennogorsk (von russisch kamen für Stein) bestätigt wurde.

### Bevölkerungsentwicklung
| Jahr | Einwohner |
| ---- | --------- |
| 1959 | 3025      |
| 1970 | 3745      |
| 1979 | 4054      |
| 1989 | 5694      |
| 2002 | 6084      |
| 2010 | 6739      |

Anmerkung: Volkszählungsdaten

## Wirtschaft und Infrastruktur
In Kammennogorsk gibt es eine Papierfabrik. Außerdem werden in der Umgebung abgebaute Natursteine (Granit) für die Bauwirtschaft weiterverarbeitet.
Die Stadt liegt an der 1892 eröffneten Eisenbahnstrecke Wyborg–Sortawala (Streckenkilometer 40), von welcher hier eine Strecke über Lessogorski zur finnischen Grenze bei Swetogorsk abzweigt (weiter nach Imatra; Güterverkehr).
Durch Kamennogorsk führt die Regionalstraße A124 Wyborg–Priosersk.

## Söhne und Töchter der Stadt
- Lauri Kettunen (1905–1941), finnischer Moderner Fünfkämpfer und Fechter
- Antti Litja (1938–2022), finnischer Schauspieler